# Íhor Ter-Ovanessian
Íhor Ter-Ovanessian (en rus: Игорь Тер-Ованесян) (Kíiv, Unió Soviètica 1938) és un atleta ucraïnès, especialista en salt de llargada, ja retirat, guanyador de dues medalles olímpiques.

## Biografia
Va néixer el 19 de maig de 1938 a la ciutat de Kíiv, capital en aquells moments de la República Socialista Soviètica d'Ucraïna (Unió Soviètica) i avui dia capital d'Ucraïna. Té un doctorat i el títol de professor al Departament d'Atletisme de l'Acadèmia Estatal de Cultura Física de Moscou. Va publicar diversos llibres relacionats amb l'esport.

## Carrera esportiva
Va participar, als 18 anys, en els Jocs Olímpics d'Estiu de 1956 realitzats a Melbourne (Austràlia), on es classificà per la final masculina de salt de llargada. En els Jocs Olímpics d'Estiu de 1960 realitzats a Roma (Itàlia) guanyà la medalla de bronze, un metall que repetí en els Jocs Olímpics d'Estiu de 1964 celebrats a Tòquio (Japó). En els Jocs Olímpics d'Estiu de 1968 celebrats a Ciutat de Mèxic (Mèxic) finalitzà en quarta posició, guanyant així un diploma olímpic, i en els Jocs Olímpics d'Estiu de 1972 realitzats a Múnic (Alemanya Occidental), els seus cinquens Jocs, fou eliminat en la ronda de qualificació.
Al llarg de la seva carrera cinc medalles en el Campionat d'Europa d'atletisme, entre elles tres medalles d'or, i tres medalles en el Campionat d'Europa d'atletisme en pista curta, entre elles dues medalles d'or.
Ter-Ovanessian fou el primer saltador de llargada europeu en superar la barrera dels 8 metres. Va batre el rècord europeu de salt de llargada vuit vegades i el rècord mundial dues vegades. El 10 de juny de 1962 va establir un nou rècord mundial amb un salt de 8.31 metres, un rècord vigent fins al 12 de setembre de 1964 quan el nord-americà Ralph Boston l'establí en 8.34 metres. El 19 d'octubre de 1967 igualà el rècord del món amb un salt de 8.35 metres, en possessió de Boston, un salt que fou superat per Bob Beamon el 18 d'octubre de 1968 a Ciutat de Mèxic durant els Jocs Olímpics, establint-lo en 8.90 metres.
Una vegada retirat passà a exercir d'entrenador, entre d'altres d'Ineta Radēviča, Valery Podluzhny, Vilma Bardauskienė i Tatyana Kolpakova.
El 1985 fou guardonat amb l'Orde de la Insígnia d'Honor.